# Tropiszów
Tropiszów – wieś w Polsce położona w województwie małopolskim, w powiecie krakowskim, w gminie Igołomia-Wawrzeńczyce.
| SIMC    | Nazwa               | Rodzaj    |
| ------- | ------------------- | --------- |
| 0319983 | Brzostek            | część wsi |
| 0319990 | Gać                 | część wsi |
| 0320006 | Jatki               | część wsi |
| 0320012 | Kamienna            | część wsi |
| 0320029 | Kolonia nad Błoniem | część wsi |
| 0320035 | Kolonia Warszawska  | część wsi |
| 0320041 | Ogiernia            | część wsi |
| 0320058 | Sachalina           | część wsi |
| 0320064 | Stara Wieś          | część wsi |
| 0320070 | Zakopane            | część wsi |

Wieś duchowna, własność Opactwa Benedyktynek w Staniątkach położona była w drugiej połowie XVI wieku w powiecie proszowskim województwa krakowskiego. W latach 1975–1998 miejscowość administracyjnie należała do województwa krakowskiego.
Tropiszów przylega bezpośrednio do wschodniej granicy Krakowa. Obszar, na którym się znajduje, jest nizinny. Gleby są bardzo żyzne, co wpłynęło rozwój rolnictwa. Tropiszów przylega do lotniska Aeroklubu Krakowskiego.